# Brabus Rocket
A Brabus Rocket (Brabus CLS V12 S) egy Mercedes CLS alapú tuningautó, melyet a Németországban található bottropi illetőségű Brabus tuningműhely épített. Az autót a 2005-ös Frankfurti Autószalonon mutatták be.
A 348 ezer eurós vételárú sportlimuzin tartotta a világ leggyorsabb limuzinjának világrekordját 366 km/h-val. A Rocket biturbó V12-es motorjával a Brabus E V12 Biturbo korábbi 350,2 km/órás csúcsát döntötte meg.

## Felépítése
A Brabus Rocket alapautója az AMG által felkészített Mercedes CLS modell. Az autó motorterébe azonban a Mercedes SL 600-as V12-es motorját építették, melyen további módosításokat végeztek:
- Új vezérműtengelyek beépítése
- Felfúrt hengerek, melynek köszönhetően megnőtt a lökettérfogat
- Kovácsoltvas dugattyúk használata
- Rozsdamentes acél kipufogórendszer
- Nagyobb turbófeltöltő és hatékonyabb töltőlevegőhűtő
- Átprogramozott motorelektronika

A motortéren kívüli változtatások érintik az autó felfüggesztését is. Kétféle megoldás közül választhat az autó megrendelője: A sport elnevezésű csomag csavarrugós lökésgátlókat tartalmaz, míg a komfort csomag légrugós felfüggesztést foglal magában. A saját fejlesztésű könnyűfém keréktárcsákra 255/35 ZR 19, valamint 285/30 ZR 19 méretű gumik kerülnek. A féktárcsák porcelánötvözetből készültek, átmérőjük 375, míg hátul 355 milliméter. Az első féknyereg 12 dugattyús.
Az optikai tuningot a motor és a fékek által megkövetelt hűtőnyílások, valamint a nagy sebesség miatt szükséges aerodinamikai elemek alkotják.